# 24-Stunden-Rennen von Le Mans 1971

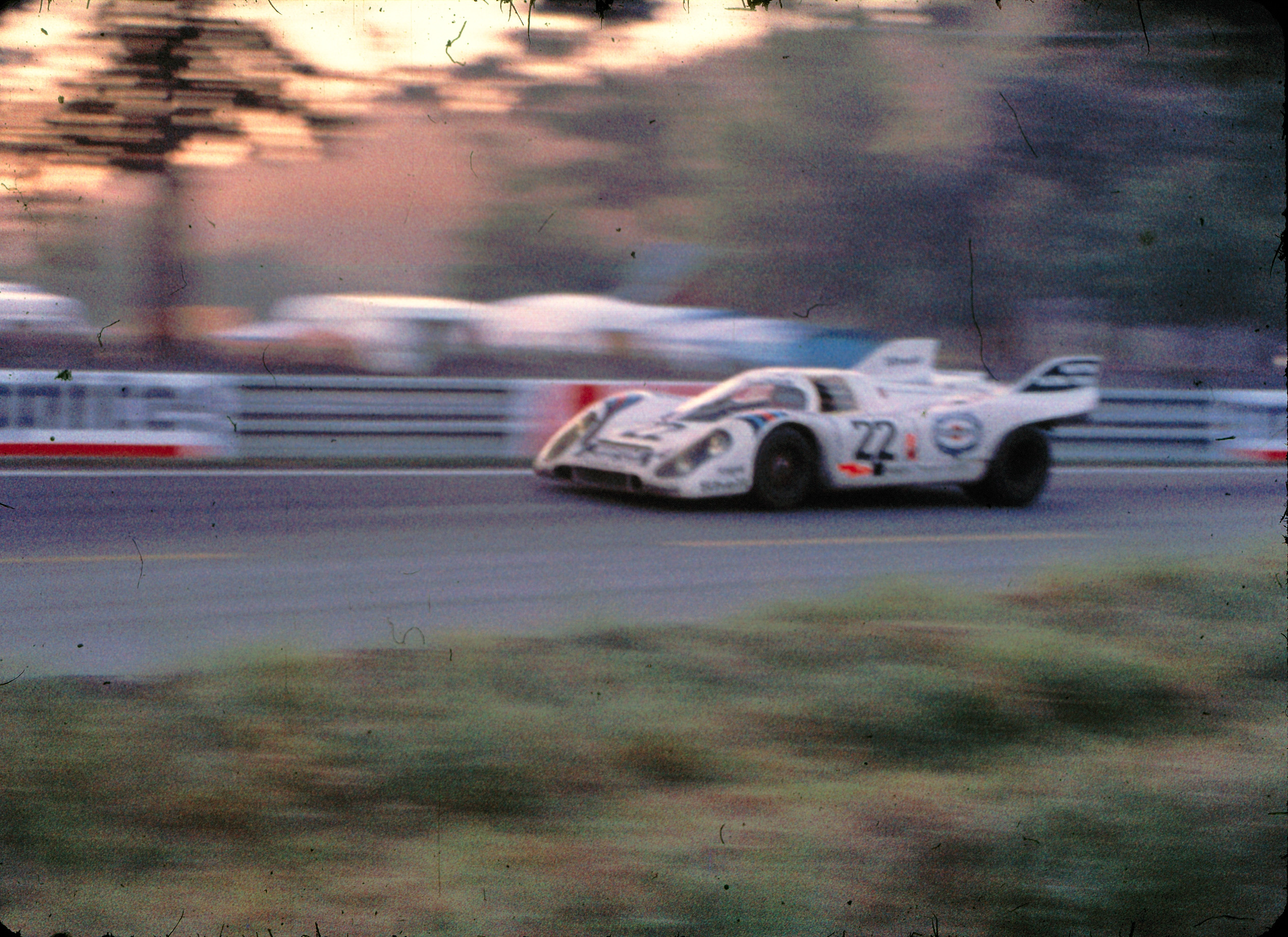
Der siegreiche Porsche 917 mit der Startnummer 22. Helmut Marko und Gijs van Lennep stellten mit 5335,313 km einen neuen Distanzrekord auf

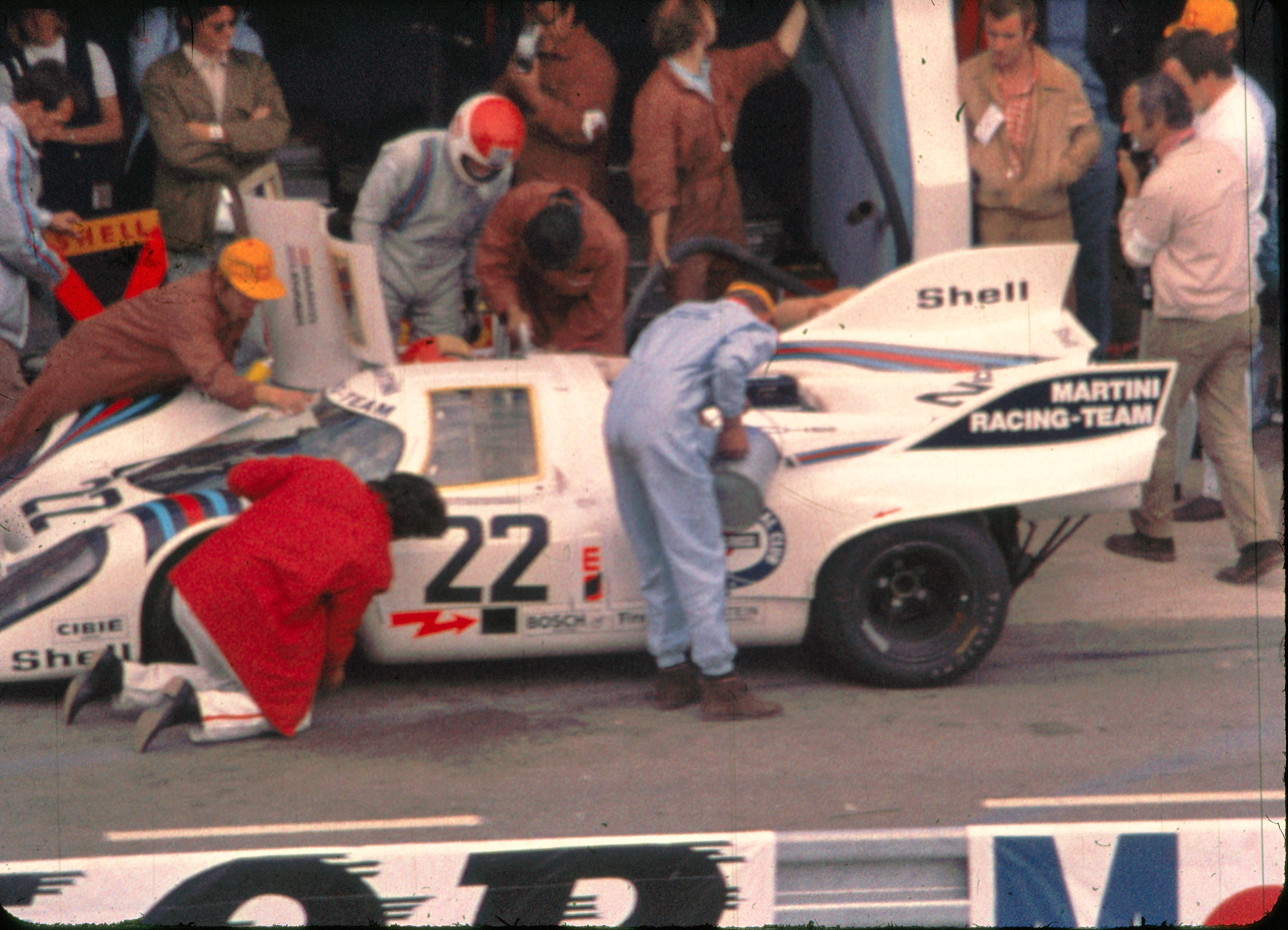
Tankstopp und Fahrerwechsel beim Siegerwagen. Hinter dem Wagen mit roten Helm steht Helmut Marko

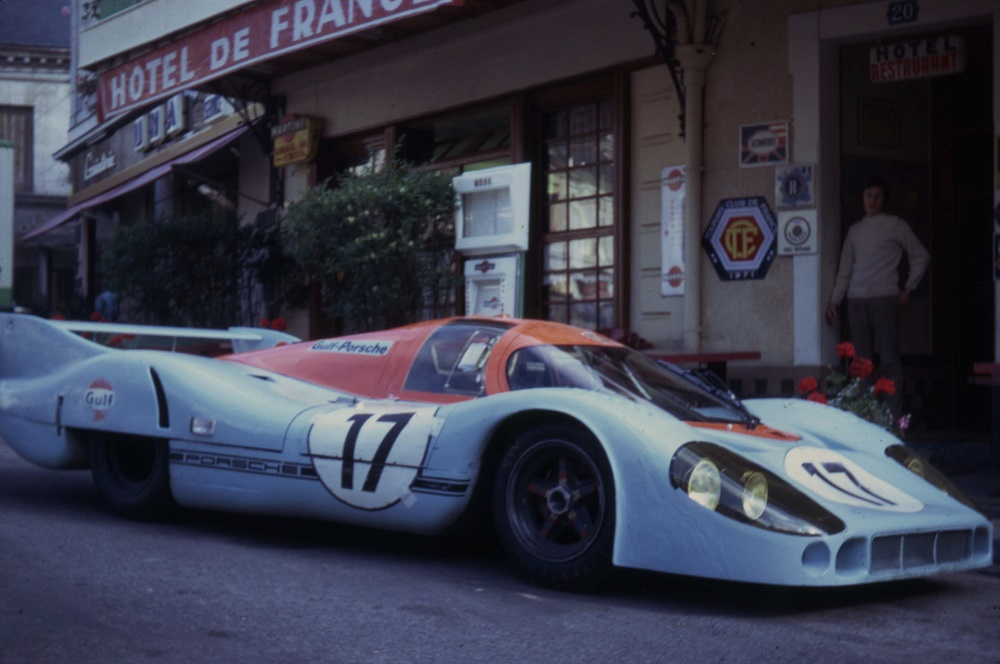
Der Porsche 917 Langheck von Joseph Siffert und Derek Bell vor dem Hotel de France in Le Mans

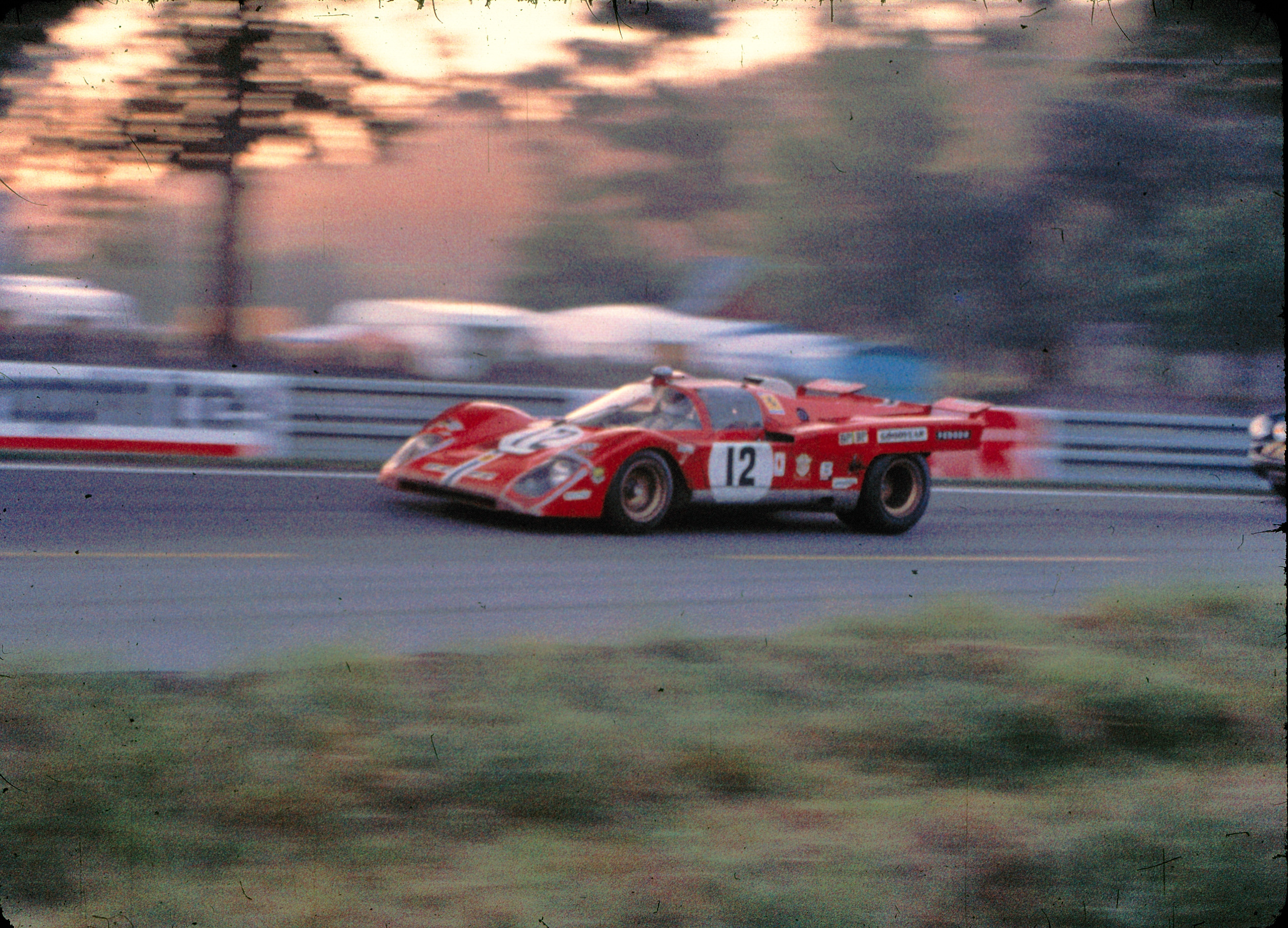
Der drittplatzierte Ferrari 512M von Sam Posey und Tony Adamowicz

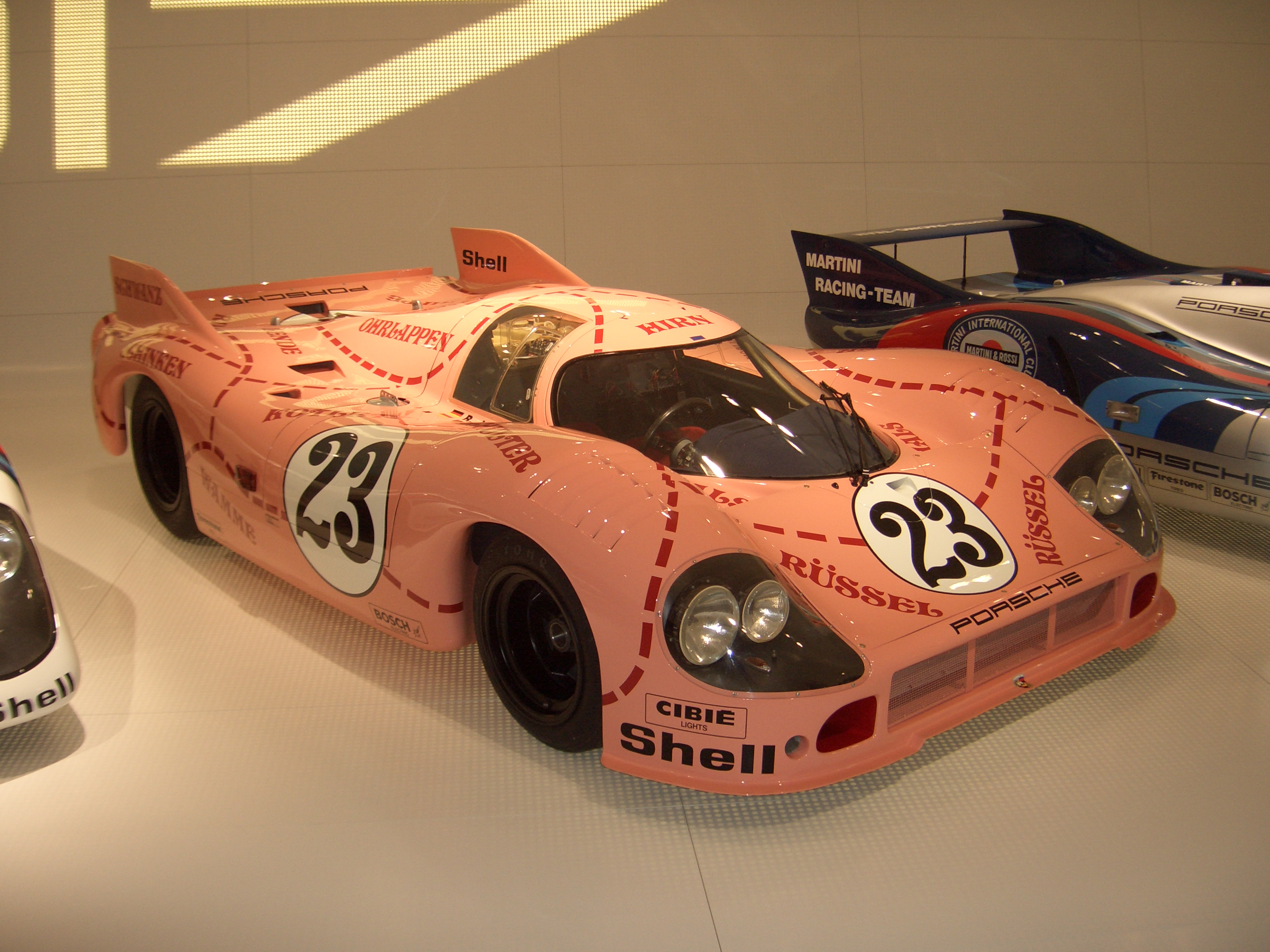
Porsche 917 „Pink Pig“ mit der Startnummer 23

Das 39. 24-Stunden-Rennen von Le Mans, der 39e Grand Prix d’Endurance les 24 Heures du Mans, auch 24 Heures du Mans, Circuit de la Sarthe, Le Mans, fand vom 12. bis 13. Juni 1971 auf dem Circuit des 24 Heures statt.

## Das Rennen

### Das Rennen der Rekorde
Das 24-Stunden-Rennen des Jahres 1971 ging als Rennen der Rekorde in die Geschichte dieser Veranstaltung ein. Nach einer Fahrzeit von 24 Stunden hatte der siegreiche Porsche 917 von Helmut Marko und Gijs van Lennep mit 5335,313 gefahrenen Kilometern einen neuen Distanzrekord aufgestellt und damit die bisherige Bestmarke von Dan Gurney und A. J. Foyt aus dem Jahre 1967 um knapp 100 Kilometer übertroffen. Diese Distanz entsprach einem Rennschnitt von 222,304 km/h und das inklusive aller Boxenstopps. Lange galt dieser Rekord als einer für die Ewigkeit. 2010 fiel die Bestmarke jedoch als der Audi R15 TDI von Timo Bernhard, Mike Rockenfeller und Romain Dumas ebenfalls 397 Runden zurückgelegte und durch die längere Streckenführung den Rekord auf 5410,713 km verbesserte. Auch die beiden dahinter im Ziel angelangten Audis legten eine längere Distanz zurück als der Porsche 1971.
Im Training fuhr Pedro Rodríguez mit einem Schnitt von 250,069 km/h eine Rekordrunde. Schneller war vor ihm niemand in Le Mans am Rennwochenende gefahren. Teamkollege Jackie Oliver war bei den Vortests eine Zeit von 3:13,600 Minuten gefahren. Dies ist bis heute die schnellste Rundenzeit in Le Mans.

### Neues Start-Prozedere
Schon im Jahr davor war der 1925 eingeführte Le-Mans-Start adaptiert worden. Nachdem sich die Proteste der Fahrer gehäuft hatten, die über die Straße zu ihren stehenden Fahrzeugen laufen und diese erst starten mussten, wurde 1970 bereits – wenn auch noch immer schräg vor den Boxen aufgestellt – stehend gestartet. Hauptkritikpunkt war, dass sich die Fahrer nicht richtig angurten konnten und manche von ihnen, ohne den Gurt angelegt zu haben, bis zum ersten Boxenstopp im Rennen fuhren.
Ab 1971 wurde völlig auf diese Tradition verzichtet und der Indianapolis-Start übernommen, bei dem die Fahrzeuge die Einführungsrunde hinter dem Pace Car zurücklegen und mit der Überquerung der Startlinie in voller Fahrt ins Rennen geschickt werden.

### Vor dem Rennen
Schon vor dem Rennen wurde deutlich, dass dieses Langstreckenrennen eine Rennveranstaltung der Marke Porsche werden würde. Von den 49 Startern waren 33 Porsches. Angeführt wurde diese Vielzahl von sieben Porsche 917. Auffällig war der 917 von Reinhold Joest und Willi Kauhsen, der als „Pink Pig“ bezeichnet wurde und eine Lackierung aus Schweinehälften hatte. Die Martini-Racing-917-Kurzheck hatten eine Leichtbaukarosserie aus Magnesium. Zu den 917 kamen fünf 3-Liter-Porsche 908/02 und ein 2-Liter-Porsche 907 sowie 18 Porsche 911 und zwei Porsche 914, die alle in der GT-Klasse am Start waren. Nach dem Verzicht der Werksmannschaft von Ferrari blieb es Privatteams vorbehalten, die Ferrari 512M an den Start zu bringen. Von den neuen Ferrari 365 GTB/4 wurden für die Homologation der GT-Klasse zu wenig Einheiten produziert, sodass alle gemeldeten 365 bei den Sportwagen an den Start gehen mussten.
Matra brachte mit dem MS660 nur einen Prototyp nach Le Mans und der Ligier JS3 hatte den 3-Liter-Cosworth-Motor aus der Formel 1 als Antrieb.
Marie-Claude Charmasson war die erste weibliche Teilnehmerin seit fast zwei Jahrzehnten. Das nach dem tödlichen Unfall von Annie Bousquet beim 12-Stunden-Rennen von Reims 1956 vom ACO verhängte Startverbot für Frauen, wurde 1971 als nicht mehr zeitgemäß wieder aufgehoben.

### Der Rennverlauf
Wie in den beiden Jahren davor übernahmen die Porsche 917 vom Start weg die Führung. Jackie Oliver fuhr zu Beginn Rekordrunden und lag mit seinem Partner Pedro Rodríguez die ersten sieben Rennstunden an der Spitze, unterbrochen nur durch diverse Boxenstopps. Der beste Ferrari war zu diesem Zeitpunkt der an der fünften Stelle liegende 512 von David Hobbs und Mark Donohue. Als der Oliver-917 mit technischem Defekt ausfiel, lag kurzfristig einmalig ein Ferrari in Führung. Der von José Juncadella und Nino Vaccarella gefahrene Escuderia-Montjuich-512 führte bis zum Getriebeschaden.
Die zweite Hälfte des Rennens lag der Marko/van Lennep-Wagen an der Spitze und gab diese bis zum Schluss nicht mehr ab.

## Ergebnisse

### Piloten nach Nationen
| 34 Franzosen | 17 Schweizer | 12 Briten      | 9 US-Amerikaner | 8 Deutsche    |
| 5 Belgier    | 4 Italiener  | 2 Österreicher | 1 Kanadier      | 1 Luxemburger |
| 1 Mexikaner  | 1 Marokkaner | 1 Niederländer | 1 Neuseeländer  | 1 Spanier     |
| 1 Schwede    |              |                |                 |               |

### Schlussklassement
| Pos.               | Klasse   | Nr. | Team                                  | Fahrer                                   | Chassis                     | Motor                | Reifen | Runden |
| ------------------ | -------- | --- | ------------------------------------- | ---------------------------------------- | --------------------------- | -------------------- | ------ | ------ |
| 1                  | S 5.0    | 22  | Martini Racing Team                   | Helmut Marko Gijs van Lennep             | Porsche 917K                | Porsche 4.9L Flat-12 | F      | 397    |
| 2                  | S 5.0    | 19  | John Wyer Automotive Engineering Ltd. | Richard Attwood Herbert Müller           | Porsche 917K                | Porsche 4.9L Flat-12 | F      | 395    |
| 3                  | S 5.0    | 12  | North American Racing Team            | Sam Posey Tony Adamowicz                 | Ferrari 512M                | Ferrari 5.0L V12     | G      | 366    |
| 4                  | S 5.0    | 16  | David Piper Autorace                  | Chris Craft David Weir                   | Ferrari 512M                | Ferrari 5.0L V12     | G      | 355    |
| 5                  | S 5.0    | 58  | North American Racing Team            | Bob Grossman Luigi Chinetti jr.          | Ferrari 365 GTB/4           | Ferrari 4.4L V12     | G      | 314    |
| 6                  | GT + 2.0 | 63  | ASA Cachia Bundi                      | Raymond Touroul André Anselme            | Porsche 911S                | Porsche 2.4L Flat-6  | D M    | 306    |
| 7                  | P 2.0    | 49  | Wicky Racing Team                     | Walter Brun Peter Mattli                 | Porsche 907                 | Porsche 2.0L Flat-6  | F      | 306    |
| 8                  | GT + 2.0 | 38  | René Mazzia                           | René Mazzia Jürgen Barth                 | Porsche 911EC               | Porsche 2.4L Flat-6  | M D    | 303    |
| 9                  | GT + 2.0 | 42  | Jean Mésange                          | Jean Mésange Gérard Dantan-Merlin        | Porsche 911S                | Porsche 2.2L Flat-6  | D      | 298    |
| 10                 | GT + 2.0 | 26  | Nicolas Koob                          | Erwin Kremer Nicolas Koob Günther Huber  | Porsche 911S                | Porsche 2.4L Flat-6  | D      | 292    |
| 11                 | GT + 2.0 | 39  | A.G.A.C.I.                            | Guy Verrier Gérard Foucault              | Porsche 911S                | Porsche 2.2L Flat-6  | D      | 290    |
| 12                 | GT + 2.0 | 44  | The Paul Watson Race Organisation     | Paul Vestey Richard Bond                 | Porsche 911S                | Porsche 2.2L Flat-6  | D      | 286    |
| 13                 | GT + 2.0 | 36  | Écurie Jean Sage                      | Björn Waldegård Bernard Chenevière       | Porsche 911S                | Porsche 2.4L Flat-6  | G      | 263    |
| Nicht klassiert    |          |     |                                       |                                          |                             |                      |        |        |
| 14                 | P 3.0    | 24  | Automobiles Ligier                    | Guy Ligier Patrick Depailler             | Ligier JS3                  | Cosworth DFV 3.0L V8 | M      | 270    |
| Ausgefallen        |          |     |                                       |                                          |                             |                      |        |        |
| 15                 | GT + 2.0 | 35  | Pierre Greub                          | Sylvain Garant Pierre Greub              | Porsche 911S                | Porsche 2.4L Flat-6  | D      |        |
| 16                 | S 5.0    | 57  | Zitro Racing Team Dominique Martin    | Dominique Martin Gérard Pillon           | Porsche 917K                | Porsche 4.5L Flat-12 | G      |        |
| 17                 | P 3.0    | 29  | Wicky Racing Team                     | André Wicky Max Cohen-Olivar             | Porsche 908/2               | Porsche 3.0L Flat-8  | F      |        |
| 18                 | S 5.0    | 17  | John Wyer Automotive Engineering Ltd. | Joseph Siffert Derek Bell                | Porsche 917LH               | Porsche 4.9L Flat-12 | F      |        |
| 19                 | P 3.0    | 32  | Equipe Matra-Simca                    | Chris Amon Jean-Pierre Beltoise          | Matra-Simca MS660           | Matra 3.0L V12       | G      |        |
| 20                 | S 5.0    | 9   | Ecurie Francorchamps                  | Hughes de Fierlant Alain de Cadenet      | Ferrari 512M                | Ferrari 5.0L V12     | F      |        |
| 21                 | S 5.0    | 6   | Scuderia Filipinetti                  | Corrado Manfredini Giancarlo Gagliardi   | Ferrari 512M                | Ferrari 5.0L V12     | G      |        |
| 22                 | GT 2.0   | 47  | André Wicky Racing Team               | Jean-Jacques Cochet Jean Selz            | Porsche 911S                | Porsche 2.0L Flat-6  | D      |        |
| 23                 | GT + 2.0 | 1   | Écurie Léopard                        | Jean-Claude Aubriet Jean-Pierre Rouget   | Chevrolet Corvette Stingray | Chevrolet 7.0L V8    | D      |        |
| 24                 | P 3.0    | 30  | Louis Cosson                          | Louis Cosson Helmut Leuze                | Porsche 908/2               | Porsche 3.0L Flat-8  | D      |        |
| 25                 | GT 2.0   | 69  | Autohaus Max Moritz GmbH              | Gerd Quist Dietrich Krumm                | Porsche 914/6 GT            | Porsche 2.0L Flat-6  | G      |        |
| 26                 | GT + 2.0 | 2   | Greder Racing                         | Marie-Claude Charmasson Henri Greder     | Chevrolet Corvette Stingray | Chevrolet 7.0L V8    | M      |        |
| 27                 | S 5.0    | 18  | John Wyer Automotive Engineering Ltd. | Pedro Rodríguez Jackie Oliver            | Porsche 917LH               | Porsche 4.9L Flat-12 | F      |        |
| 28                 | S 5.0    | 15  | Escuderia Montjuich                   | José Juncadella Nino Vaccarella          | Ferrari 512M                | Ferrari 5.0L V12     | F      |        |
| 29                 | P 3.0    | 28  | Auguste Veuillet                      | Claude Ballot-Léna Guy Chasseuil         | Porsche 908/2               | Porsche 3.0L Flat-8  | D      |        |
| 30                 | S 5.0    | 7   | Scuderia Filipinetti                  | Mike Parkes Henri Pescarolo              | Ferrari 512F                | Ferrari 5.0L V12     | G      |        |
| 31                 | GT + 2.0 | 65  | Jacques Dechaumel                     | Jacques Dechaumel Jean-Claude Parot      | Porsche 911S                | Porsche 2.2L Flat-6  | D      |        |
| 32                 | S 5.0    | 23  | Martini Racing Team                   | Reinhold Joest Willi Kauhsen             | Porsche 917/20 „Pink Pig“   | Porsche 4.9L Flat-12 | F      |        |
| 33                 | S 5.0    | 21  | Martini Racing Team                   | Vic Elford Gérard Larrousse              | Porsche 917LH               | Porsche 4.9L Flat-12 | F      |        |
| 34                 | GT + 2.0 | 33  | Rey Racing                            | Jean-Pierre Cassegrain Jacques Rey       | Porsche 911S                | Porsche 2.4L Flat-6  | D      |        |
| 35                 | GT 2.0   | 46  | Ecurie Porsche Club Romand            | Paul Keller Jean Sage                    | Porsche 914/6 GT            | Porsche 2.0L Flat-6  | F      |        |
| 36                 | GT + 2.0 | 34  | Richie Ginther Racing Inc.            | Alain Johnson Elliott Forbes-Robinson    | Porsche 911S                | Porsche 2.4L Flat-6  | G      |        |
| 37                 | GT + 2.0 | 37  | Pierre Mauroy                         | Pierre Mauroy Jean-Claude Lagniez        | Porsche 911S                | Porsche 2.4L Flat-6  | D      |        |
| 38                 | GT + 2.0 | 40  | Jean Égreteaud                        | Jean Égreteaud Jean-Marie Jacquemin      | Porsche 911S                | Porsche 2.2L Flat-6  | D      |        |
| 39                 | GT + 2.0 | 41  | Jean-Pierre Gaban                     | Jean-Pierre Gaban Willy Braillard        | Porsche 911S                | Porsche 2.2L Flat-6  | D      |        |
| 40                 | P 2.0    | 50  | Camel Team Huron                      | Guy Edwards Roger Enever                 | Lola T212                   | Cosworth FVC 1.8L I4 | D      |        |
| 41                 | S 5.0    | 11  | Roger Penske                          | Mark Donohue David Hobbs                 | Ferrari 512M/P              | Ferrari 5.0L V12     | G      |        |
| 42                 | S 5.0    | 10  | Gelo Racing Team                      | Georg Loos Franz Pesch                   | Ferrari 512M                | Ferrari 5.0L V12     | F      |        |
| 43                 | P 3.0    | 60  | Claude Haldi                          | Claude Haldi Hans-Dieter Weigel          | Porsche 908/2               | Porsche 3.0L Flat-8  | F      |        |
| 44                 | S 5.0    | 14  | North American Racing Team            | Masten Gregory George Eaton              | Ferrari 512S Spyder         | Ferrari 5.0L V12     | G      |        |
| 45                 | GT + 2.0 | 66  | Rey Racing                            | Jean-Claude Geurie Claude Mathurin       | Porsche 911S                | Porsche 2.2L Flat-6  | D M    |        |
| 46                 | GT + 2.0 | 48  | Jean-Pierre Hanrioud                  | Jean-Pierre Hanrioud Mario Ilotte        | Porsche 911S                | Porsche 2.2L Flat-6  | P      |        |
| 47                 | GT + 2.0 | 43  | François Migault                      | Jean-Pierre Bodin Gilbert Courthiade     | Porsche 911S                | Porsche 2.2L Flat-6  | D      |        |
| 48                 | P 3.0    | 27  | Christian Poirot                      | Christian Poirot Jean-Claude Andruet     | Porsche 910                 | Porsche 3.0L Flat-8  | D      |        |
| 49                 | S 5.0    | 5   | Racing Team VDS                       | Teddy Pilette Gustave Gosselin           | Lola T70 Mk.IIIB            | Chevrolet 5.0L V8    | F      |        |
| Nicht qualifiziert |          |     |                                       |                                          |                             |                      |        |        |
| 50                 | GT + 2.0 | 45  | Claude Laurent                        | Claude Laurent Jacques Marché            | Porsche 911S                | Porsche 2.2L Flat-6  | D      | 1      |
| 51                 | GT + 2.0 | 68  | The Paul Watson Racing Organisation   | John Chatham Mike Coombe William Tuckett | Porsche 911S                | Porsche 2.2L Flat-6  | D      | 2      |
| 52                 | GT 2.0   | 52  | Ecurie Léopard                        | Joseph Bourdon Maurice Nussbaumer        | Alpine A110                 | Renault 1.6L L4      |        | 3      |
| Zurückgezogen      |          |     |                                       |                                          |                             |                      |        |        |
| 53                 | GT + 2.0 | 64  | Porsche Kremer Racing Team            | Claude Buchet Jean-Paul Agére            | Porsche 911S                | Porsche 2.2L Flat-6  |        | 4      |

1 nicht qualifiziert
2 nicht qualifiziert
3 nicht qualifiziert
4 zurückgezogen

### Nur in der Meldeliste
Hier finden sich Teams, Fahrer und Fahrzeuge die ursprünglich für das Rennen gemeldet waren, aber aus den unterschiedlichsten Gründen daran nicht teilnahmen.
| Pos. | Klasse   | Nr. | Team                                       | Fahrer                                      | Chassis                     | Motor                | Reifen |
| ---- | -------- | --- | ------------------------------------------ | ------------------------------------------- | --------------------------- | -------------------- | ------ |
| 54   | GT + 2.0 | 3   | Troy Promotions Inc.                       | Tony DeLorenzo Don Yenko                    | Chevrolet Corvette Stingray | Chevrolet 7.0L V8    |        |
| 55   | GT + 2.0 | 4   | Troy Promotions Inc.                       | John Mahler Dick Thompson                   | Chevrolet Corvette Stingray | Chevrolet 7.0L V8    |        |
| 56   | P 3.0    | 24  | Escuderia Montjuich                        | José-Maria Palomo                           | Porsche 908                 | Porsche 3.0L Flat-8  |        |
| 57   | GT 2.0   | 70  | Escuderia Montjuich                        | Juan Fernández Jorge Babler                 | Porsche 914/6 GT            | Porsche 2.0L Flat-6  |        |
| 58   | GT 2.0   | 74  | Roland Tozzi                               | Roland Tozzi                                | Porsche 911S                | Porsche 2.0L Flat-6  |        |
| 59   | GT 2.0   | 75  | André Wicky Racing Team                    | Jean-Jacques Cochet Jean Selz               | Porsche 911T                | Porsche 2.0L Flat-6  |        |
| 60   | P 3.0    | 29  | Autodelta SpA                              |                                             | Alfa Romeo T33/3            | Alfa Romeo 3.0L V8   |        |
| 61   | P 3.0    | 30  | Autodelta SpA                              |                                             | Alfa Romeo T33/3            | Alfa Romeo 3.0L V8   |        |
| 62   | P 3.0    | 31  | Autodelta SpA                              |                                             | Alfa Romeo T33/3            | Alfa Romeo 3.0L V8   |        |
| 63   | P 2.0    | 47  | Team Huron                                 |                                             | Huron 4A                    | Cosworth 1.8L I4     |        |
| 64   | P 2.0    | 48  | Team Huron                                 |                                             | Huron 4A                    | Cosworth 1.8L I4     |        |
| 65   | P 2.0    | 52  | Jean-Pierre Hanrioud                       |                                             | Chevron B12                 | BMW 2.0L I4          |        |
| 66   | P 2.0    | 53  | Steinmetz Automobil Technik GmbH           | Arthur Blank Bob Wollek                     | Chevron B19                 | Opel 2.0L I4         |        |
| 67   | P 2.0    | 54  | François Migault                           | François Migault                            | Huron 4A                    | Cosworth 1.8L I4     |        |
| 68   | P 2.0    | 55  | Scuderia Filipinetti                       |                                             | Lola T212                   | Cosworth FVC 1.8L I4 |        |
| 69   | GT + 2.0 | 64  | The Paul Watson Race Organisation          |                                             | Porsche 911S                | Porsche 2.2L Flat-6  |        |
| 70   | GT 2.0   | 68  | Alain Clément                              |                                             | Porsche 914/6 GT            | Porsche 2.0L Flat-6  |        |
| 71   | S 5.0    | 5   | Scuderia Filipinetti                       | Jean-Pierre Jabouille Ronnie Peterson       | Ferrari 512F                | Ferrari 5.0L V12     |        |
| 72   | P 3.0    | 59  | Joseph Greger                              | Ernst Kraus Dieter Basche                   | Porsche 908                 | Porsche 3.0L Flat-8  |        |
| 73   | P 3.0    | 60  | Peter Weichert                             | Peter Weichert Erwin Barnes                 | Porsche 908                 | Porsche 3.0L Flat-8  |        |
| 74   | P 3.0    | 61  | North American Racing Team                 | Jacky Ickx Clay Regazzoni                   | Ferrari 312P                | Ferrari 3.0L V12     |        |
| 75   | P 2.0    | 65  | Camel Filters Team Huron                   | François Migault                            | Huron 4A                    | Cosworth 1.8L I4     |        |
| 76   | P 2.0    | 66  | Ecurie Volants Shell                       | Guy Dhôtel Joël Auvray                      | BBM 2-C                     | BMW 2.0L Flat-6      |        |
| 77   | P 2.0    | 71  | John L’Amie                                | John L’Amie Brian Nelson                    | Porsche 910                 | Porsche 2.0L Flat-6  |        |
| 78   | S 5.0    |     | Ecurie Evergreen                           | Chris Craft Malcolm Guthrie Frank Gardner   | Ford GT40                   | Ford 4.7L V8         |        |
| 79   | S 5.0    |     | David Piper Autorace                       |                                             | Porsche 917                 | Porsche 4.9L Flat-12 |        |
| 80   | S 5.0    | 19  | Escuderia Nacional C.S.                    | Àlex Soler-Roig                             | Porsche 917                 | Porsche 4.9L Flat-12 |        |
| 81   | S 5.0    | 23  | Martini International Racing Team          | Rudi Lins Willi Kauhsen Kurt Ahrens         | Porsche 917                 | Porsche 4.9L Flat-12 |        |
| 82   | P 3.0    | 59  | Vereinigung Süddeutscher Automobilsportler |                                             | Porsche 908                 | Porsche 3.0L Flat-8  |        |
| 83   | GT 2.0   | 59  | Ecurie Porsche Club Romand                 | Björn Waldegård                             | Porsche 911S                | Porsche 2.0L Flat-6  |        |
| 84   | GT 2.0   | 72  | Porsche Kremer Racing Team                 | Erwin Kremer Günther Huber                  | Porsche 911S                | Porsche 2.0L Flat-6  |        |
| 85   | GT 2.0   | 73  | Rey Racing                                 |                                             | Porsche 914/6 GT            | Porsche 2.0L Flat-6  |        |
| 86   | GT 2.0   |     | Claude Haldi                               | Claude Haldi Paul Keller Bernard Cheneviére | Porsche 911S                | Porsche 2.0L Flat-6  |        |
| 86   | P 3.0    |     | Christian Poirot                           | Christian Poirot                            | Porsche 908/02              | Porsche 3.0L Flat-8  |        |

### Index of Performance
| Pos. | Nr. | Fahrer                                  | Chassis           | Koeffizient | Platzierung im Gesamtklassement |
| ---- | --- | --------------------------------------- | ----------------- | ----------- | ------------------------------- |
| 1    | 22  | Helmut Marko Gijs van Lennep            | Porsche 917K      | 1.30200     | Gesamtsieg                      |
| 2    | 19  | Richard Attwood Herbert Müller          | Porsche 917K      | 1.29600     | Rang 2                          |
| 3    | 12  | Sam Posey Tony Adamowicz                | Ferrari 512M      | 1.20000     | Rang 3                          |
| 4    | 63  | Raymond Touroul André Anselme           | Porsche 911S      | 1.19200     | Rang 6                          |
| 5    | 38  | René Mazzia Jürgen Barth                | Porsche 911EC     | 1.18200     | Rang 8                          |
| 6    | 42  | Jean Mésange Gérard Dantan-Merlin       | Porsche 911S      | 1.17300     | Rang 9                          |
| 7    | 16  | Chris Craft David Weir                  | Ferrari 512M      | 1.16200     | Rang 4                          |
| 8    | 39  | Guy Verrier Gérard Foucault             | Porsche 911S      | 1.14200     | Rang 11                         |
| 9    | 26  | Erwin Kremer Nicolas Koob Günther Huber | Porsche 911S      | 1.13800     | Rang 10                         |
| 10   | 44  | Paul Vestey Richard Bond                | Porsche 911S      | 1.12700     | Rang 12                         |
| 11   | 49  | Walter Brun Peter Mattli                | Porsche 907       | 1.11700     | Rang 7                          |
| 12   | 58  | Bob Grossman Luigi Chinetti jr.         | Ferrari 365 GTB/4 | 1.03800     | Rang 5                          |
| 13   | 36  | Björn Waldegård Bernard Chenevière      | Porsche 911S      | 1.02500     | Rang 13                         |

### Index of Thermal Efficiency
| Pos. | Nr. | Fahrer                                  | Chassis           | Durchschnittsgeschwindigkeit | Fahrzeuggewicht | Liter/100 km | Koeffizient | Platzierung im Gesamtklassement |
| ---- | --- | --------------------------------------- | ----------------- | ---------------------------- | --------------- | ------------ | ----------- | ------------------------------- |
| 1    | 58  | Bob Grossman Luigi Chinetti jr.         | Ferrari 365 GTB/4 | 175,781 km/h                 | 1514 kg         | 40,30        | 1.12000     | Rang 5                          |
| 2    | 22  | Helmut Marko Gijs van Lennep            | Porsche 917K      | 222,781 km/h                 | 885 kg          | 48,50        | 1.08000     | Gesamtsieg                      |
| 3    | 19  | Richard Attwood Herbert Müller          | Porsche 917K      | 221,181 km/h                 | 940 kg          | 52,10        | 1.01000     | Rang 2                          |
| 4    | 12  | Sam Posey Tony Adamowicz                | Ferrari 512M      | 205,087 km/h                 | 974 kg          | 48,90        | 0.96000     | Rang 3                          |
| 5=   | 63  | Raymond Touroul André Anselme           | Porsche 911S      | 171,306 km/h                 | 1003 kg         | 32,60        | 0.91000     | Rang 6                          |
| 5=   | 38  | René Mazzia Jürgen Barth                | Porsche 911EC     | 169,890 km/h                 | 977 kg          | 31,40        | 0.91000     | Rang 8                          |
| 7    | 42  | Jean Mésange Gérard Dantan-Merlin       | Porsche 911S      | 166,989 km/h                 | 972 kg          | 30,10        | 0.89000     | Rang 9                          |
| 8    | 49  | Walter Brun Peter Mattli                | Porsche 907       | 171,290 km/h                 | 687 kg          | 24,40        | 0.85000     | Rang 7                          |
| 9=   | 39  | Guy Verrier Gérard Foucault             | Porsche 911S      | 162,577 km/h                 | 982 kg          | 30,20        | 0.83000     | Rang 11                         |
| 9=   | 36  | Björn Waldegård Bernard Chenevière      | Porsche 911S      | 147,322 km/h                 | 1037 kg         | 32,70        | 0.83000     | Rang 13                         |
| 11   | 16  | Chris Craft David Weir                  | Ferrari 512M      | 198,672 km/h                 | 945 kg          | 47,50        | 0.81000     | Rang 4                          |
| 12   | 44  | Paul Vestey Richard Bond                | Porsche 911S      | 160,407 km/h                 | 992 kg          | 29,60        | 0.80000     | Rang 12                         |
| 13   | 26  | Erwin Kremer Nicolas Koob Günther Huber | Porsche 911S      | 163,529 km/h                 | 1057 kg         | 32,60        | 0.76000     | Rang 10                         |

### Klassensieger
| Klasse                      | Fahrer                  | Fahrer             | Fahrzeug          | Platzierung im Gesamtklassement |
| --------------------------- | ----------------------- | ------------------ | ----------------- | ------------------------------- |
| Index of Performance        | Helmut Marko            | Gijs van Lennep    | Porsche 917K      | Gesamtsieg                      |
| Index of Thermal Efficiency | Bob Grossmann           | Luigi Chinetti jr. | Ferrari 365 GTB/4 | Rang 5                          |
| Sportwagen bis 5000 cm³     | Helmut Marko            | Gijs van Lennep    | Porsche 917K      | Gesamtsieg                      |
| Prototyp bis 2000 cm³       | Walter Brun             | Peter Mattli       | Porsche 907       | Rang 7                          |
| GT-Wagen über 2500 cm³      | kein Teilnehmer im Ziel |                    |                   |                                 |
| GT-Wagen bis 2500 cm³       | Raymond Touroul         | André Anselme      | Porsche 911S      | Rang 6                          |

### Renndaten
- Gemeldet: 86
- Gestartet: 49
- Gewertet: 12
- Rennklassen: 5
- Zuschauer: unbekannt
- Ehrenstarter des Rennens: Arthur Watson, US-amerikanischer Botschafter in Paris sowie der Schauspieler und Rennfahrer Steve McQueen
- Wetter am Rennwochenende: kalt und trocken
- Streckenlänge: 13,469 km
- Fahrzeit des Siegerteams: 24:00:00,000 Stunden
- Gesamtrunden des Siegerteams: 397
- Distanz des Siegerteams: 5335,313 km
- Siegerschnitt: 222,304 km/h
- Pole Position: Pedro Rodríguez – Porsche 917L (#18) – 3:13,900 = 250,069 km/h
- Schnellste Rennrunde: Jackie Oliver – Porsche 917L (#18) – 3:18,400 = 244,387 km/h
- Rennserie: 9. Lauf zur Sportwagen-Weltmeisterschaft 1971